# Musée Girodet
Le musée Girodet, situé dans la ville de Montargis dans le Loiret en France, est un musée d'art ayant reçu le label Musée de France. Le musée porte le nom du peintre néoclassique Anne-Louis Girodet-Trioson, natif de la commune. 

## Présentation
Le musée est installé dans l'ancien hôtel particulier Durzy. Entre 2008 et 2018, une rénovation des bâtiments a été entrprise pour remédier à l'exiguïté des espaces d'exposition. 

### Inondation de 2016
Les 30 mai 2016 et 1er juin 2016, la collection du musée a été fortement endommagée par une crue exceptionnelle du Loing. Les réserves du musées, installées dans l'ancienne salle des coffres d'une banque, pourtant réputés étanche, sont inondées. 
Le maire de la ville, Jean-Pierre Door, qualifie l'événement de « catastrophe culturelle » car une grande partie des 3000 œuvres sont endommagées. Des restaurateurs venant d'Orléans, de Tours ainsi que musée du Quai Branly - Jacques-Chirac à Paris sont venus aider à la restauration des œuvres,.

## Collection
La collection du musée présente d'une part des œuvres anciennes (peinture jusqu'au XVIIIe siècle, collection archéologique) et d'autre part deux fonds importants composés autour de deux artistes natifs de Montargis et de ses environs, le peintre Girodet et le sculpteur Triqueti. 

### Peintures et dessins de Girodet
Le cœur du musée est composé par les salles consacrées au peintre néoclassique Anne-Louis Girodet, né le 29 janvier 1767 à Montargis. 
Le fonds Girodet comprend 27 peintures (dont le Portrait de Mustapha) et plusieurs centaines de dessins retraçant tout son parcours artistique, des débuts à la consécration. La municipalité poursuit un effort d'enrichissement du fonds par des acquisitions régulière : deux toiles de Girodet ont été acquises récemment[réf. nécessaire]. 

### Peintures anciennes
Pour la peinture ancienne on retrouve des tableaux de Francisco de Zurbarán, Adriaen van Ostade, Frans Francken II, Lodovico Carracci, Francesco Solimena, Nicolas de Plattemontagne, Charles-Joseph Natoire et Claude Joseph Vernet.

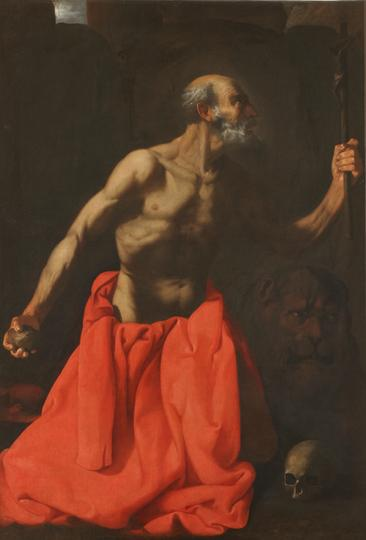
Saint Jérôme pénitent de Francisco de Zurbarán, vers 1650.
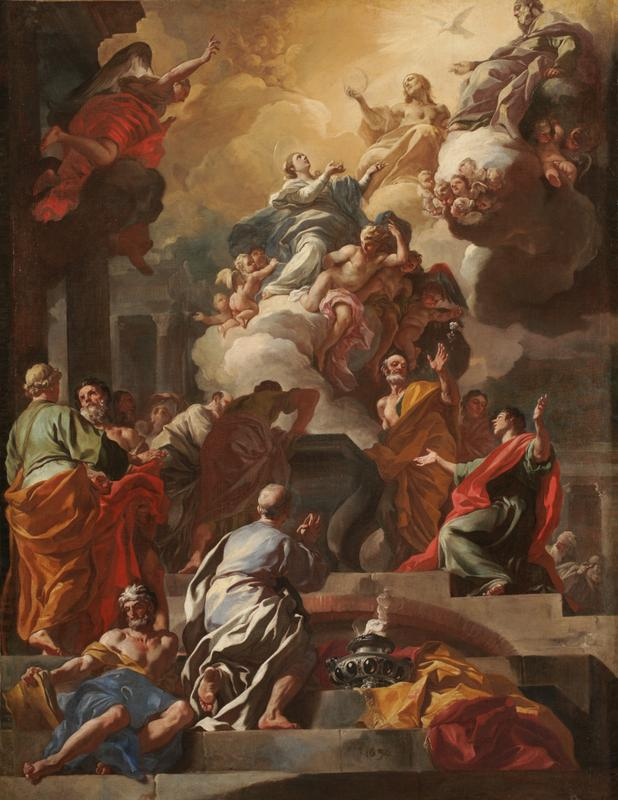
L'Assomption et le Couronnement de la Vierge de Francesco Solimena, 1690.

### Art du XIXe siècle
L'époque de Girodet est représentée par des œuvres de peintres tels que Jacques-Louis David, Antoine-Jean Gros, Alexandre Antigna, François-Louis Dejuinne, Charles Gleyre, François Bonvin ou encore Théodore Géricault avec sa célèbre Nature morte aux trois crânes. 
Les sculptures et les bronzes sont aussi nombreux avec des créations de Henry de Triqueti (dont un fonds d'atelier très important, notamment les plâtres des sculptures destinées à la chapelle royale de Windsor pour la reine Victoria), Joseph Chinard, James Pradier, Pierre-Jean David d'Angers ou encore Jean-Baptiste Carpeaux.

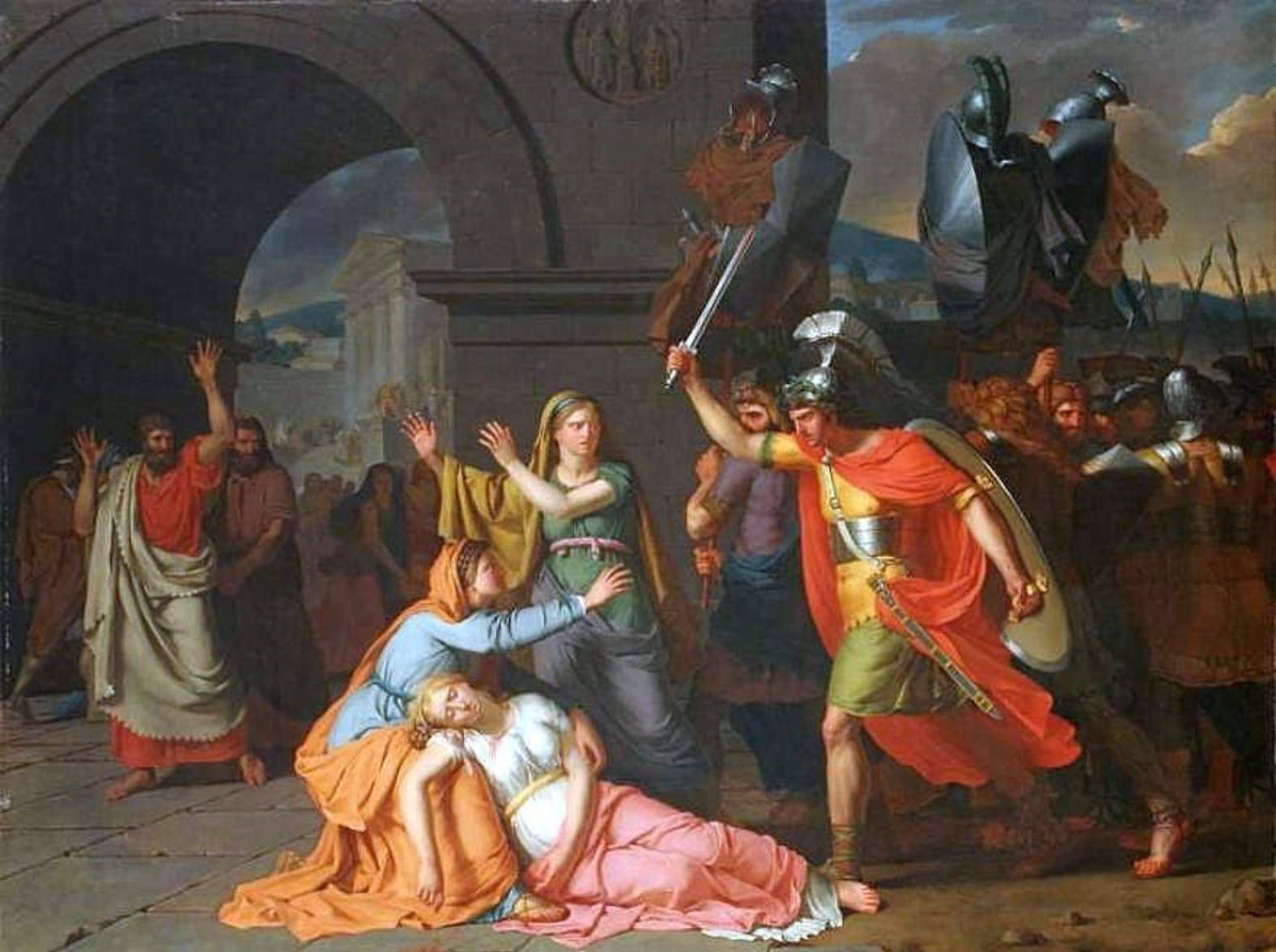
La Mort de Camille d'Anne-Louis Girodet, 1785.
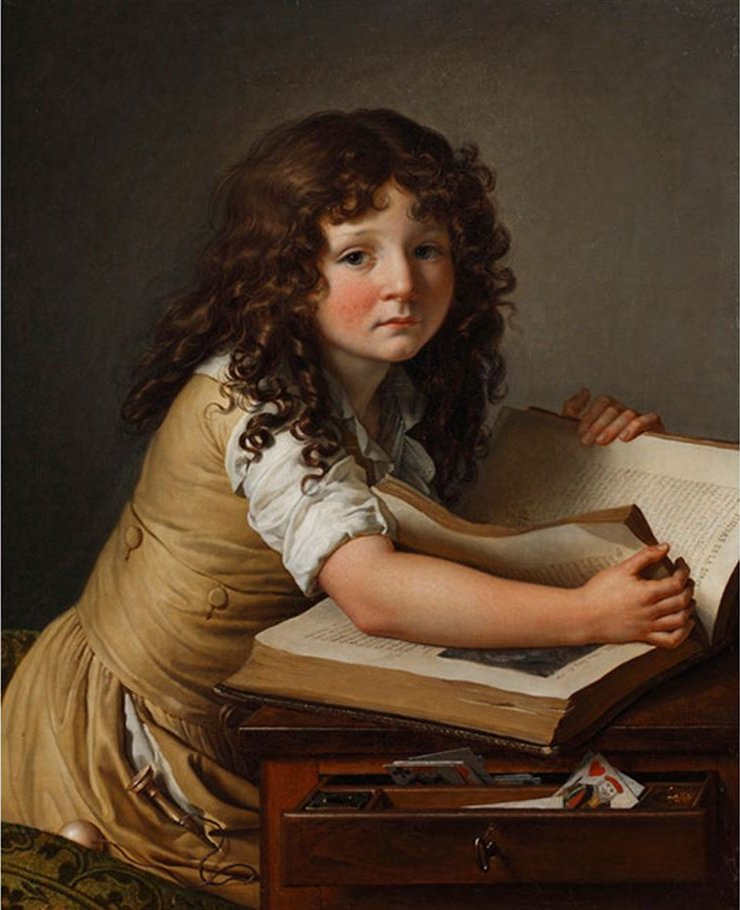
Benoît Agnès Trioson regardant des figures dans un livre d'Anne-Louis Girodet, 1797.
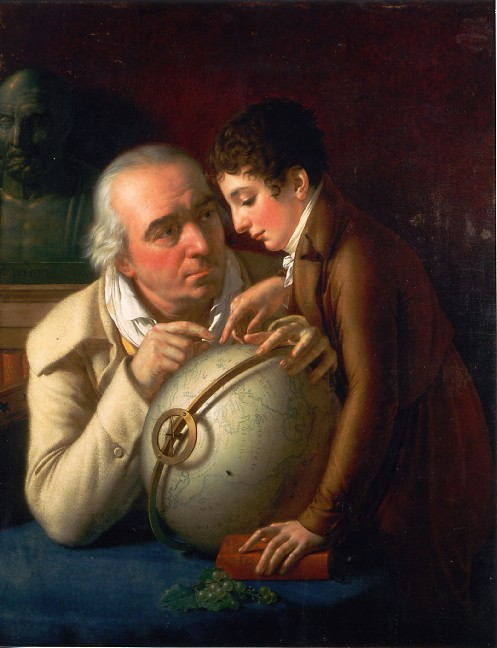
La Leçon de géographie d'Anne-Louis Girodet, 1803.
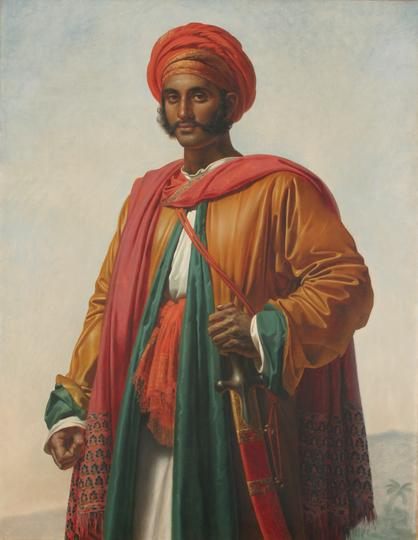
Un Indien d'Anne-Louis Girodet, vers 1807.
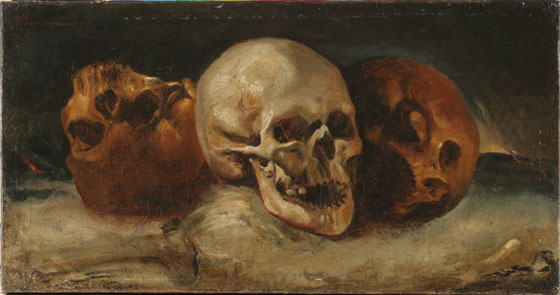
Les Trois Crânes de Théodore Géricault, 1812-1814.
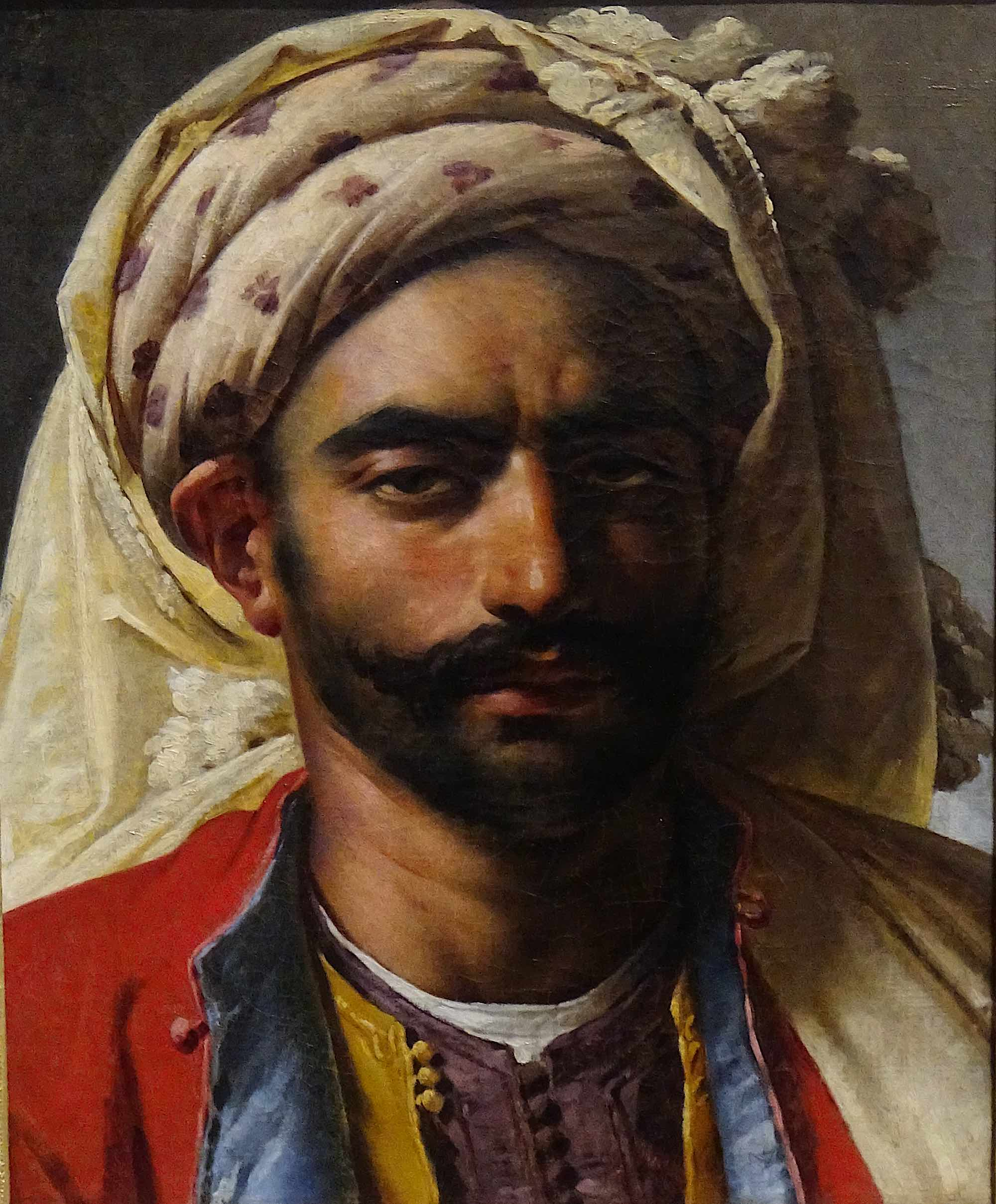
Portrait de Mustapha d'Anne-Louis Girodet, 1819.